# Ditassa hastata
Ditassa hastata är en oleanderväxtart som beskrevs av Joseph Decaisne. Ditassa hastata ingår i släktet Ditassa och familjen oleanderväxter. Inga underarter finns listade i Catalogue of Life.